# さちことねこさま
『さちことねこさま』は唐沢なをきの漫画作品である。月刊『コミックビーム』（エンターブレイン）2002年9月号から2005年11月号まで連載。単行本全3巻（同社）。

## 作品概要
単行本3巻で一つの物語というのは作者には稀な長さである。お笑いを基本とした、1話完結の形式であるが、物語は全体で一つの大きな流れを作っている。

## あらすじ
転校生薄氷さちこは頭上の空中に巨大な球形をした猫が浮かぶ（「ねこさま」と呼ばれる）。これは、先祖代々の「業」が凝（こご）ったもので、誰の頭の上にもあるのだが眼には見えない。これを「アタマノサキニアルモノ」という。さちこは特別業が深いのか誰の眼にも見える。彼女は、親切に話しかけてくれるあおくさ君に事情を話し、「こんなんじゃ友達も出来ない」とめそめそ泣きじゃくるのだった。
ねこさまは、基本的にさちこを守ってくれるのだが、コントロールが効かず暴走することがよくあり、学校でも叔母の家でも迷惑をかけ、さちこの孤独は深まるばかり。しかし、「アタマノサキニアルモノ」が実体化している人はさちこだけではなかった。次々と新奇な「アタマノサキニアルモノ」（全て球形）が現れる。初めは基本的に敵だが、中にはさちこを慕って友達になるものも出てきて、いつのまにかさちこの周りには友達グループが出来る。
ある日、それまで単発的だった敵が、「地下帝国」という巨大組織としてさちこの前に立ちはだかった。さちこたちは捕らえられ地下帝国に連行されるが、そこのボス（大教主）は、さちこの母だった。母の陰謀は「アタマノサキニアルモノ」を持つもので世界を支配しようというものだった。それを拒もうとするさちこ。キャラクター総出演の最終決戦の時、さちこに眠っていた能力が目覚めた。

## 主要登場人物

### 主人公グループ
薄氷さちこ（うすらい さちこ）：主人公
- アタマノサキニアルモノ：猫、名前：ねこさま、♂、好物：のり、能力：噛み砕く、飲み込んで業を浄化する。本気で怒ると無敵。

セミロングのストレートヘア。ベッコウのごつい眼鏡をかけ、水泳の時もとらない。眼鏡は幼児のころからかけていた（その頃のねこさまは小さい）。唯一、16話で寝顔の素顔が見られる。
気が弱くて、ドジで、ダメっ娘で、引っ込み思案で、優柔不断で、いじめっ子の被虐心をそそるタイプ。体力は無く、少し走ると息切れがして、へたり込む。ねこさまのおかげでまともな生活が出来ず、友達もできないと嘆いている。幼い頃に父母に生き別れ、叔母の家に世話になっているが、この叔母がさちこを虐待し、過度の労働を強いる。貧乏なので、制服以外服は無く、下着も1枚しか持っていないので洗濯中はノーパンである。学校でも何かに付けていじめられる。そんな彼女をかばってくれるのは海苔屋の息子あおくさ君達だけである。
甘いものが大好きで、甘いものに目がくらむと単純な罠にかかったり、悪い誘惑にも負けてしまうという大弱点がある。
あおくさノリオ
- アタマノサキニアルモノ：無し

さちこの友人。デートに誘ったりしているので、友達以上というところ。キャラクターとしては地味だが、さちこを助ける役としてほぼすべての話に登場している。
背は低く、さちこの目線くらいしか背丈は無い。髪の毛は取り外し自由で、手裏剣のような武器になる。心は優しく、いつもさちこの心配をしてくれる。分別があり、事態解決能力がある。海苔屋の息子なので、学生服は海苔でできている。ねこさまは海苔がすきなので、さちこに店の切れ端の海苔をプレゼントしている。

### アタマノサキニアルモノが実体化している人
※基本的に登場順
黒丸（くろまる）
- アタマノサキニアルモノ：猫、名前：ベルちゃん、♀、武器：「猫キャノン」（毛玉を消化液とともに高速で吐き出す）

高校生。さちこと同じ学校。精子が濃くて、性交した女性は必ず多数の子を妊娠する。さちこと交尾しようとして未遂に終わる。しかしその後も、甘いものなどを餌に彼女を自分の物にしようと迫ってきたり、自分のマンションに連れ込み媚薬を使おうとしたり執念深い。女性にはモテ、黒丸親衛隊という3人娘がいる。
犬山しげはる（いぬやま しげはる）
- アタマノサキニアルモノ：犬、名前：おいぬさま

山本御嬢様（後述）が、ねこさまを倒すために調教した秘密兵器。しかしSMプレイのMが好きという性癖から、さちこにビンタされて以降さちこの奴隷になってしまう。以後、結構さちこの役に立っている。
実は暴力団関東腹綿組組長犬山臓物（いぬやま ぞうもつ）の長男。弟が大勢いる。
ねずみのおねいさん（本名不明）
- アタマノサキニアルモノ：鼠、他のアタマノサキニアルモノは直径1メートル以上あるが、これだけは小さく野球ボール大。

他校の高校生らしいが、各種バイトに精を出し、そのたびにさちこと鉢合わせして、バイトをメチャクチャにされる。さちこに恨みを持つが、姐さん肌の気質を持ち、さちこに色々教育するなど面倒見が良いところもあり、さちこの危機を何回か救ったこともある。登場回数は多い。
所長（本名不明）
- アタマノサキニアルモノ：イグアナ、放射能の影響で口から放射能火炎を吹く

利益最優先、安全はどうでもいいと明言する、画期的な所長。本編では「発電所」としか書いていないが、「防護服」「放射線」「炉心」などという言葉が出てくる。
墨子（スミっこ）
- アタマノサキニアルモノ：カラス（初めは孔雀に化けていた）

女子高生。さちこのいとこで同級生。留学から帰国した。
かなりの美人の上に、頭脳明晰、スポーツ万能の才女。猫かぶりで外面は好いが、二人きりになると、さちこを虐待する。さちこを陥れようと学級で貴金属の窃盗を働くが、結局ばれてしまう。さちこを虐待した理由は不明。
黒丸（くろまる）親衛隊（本名不明）
- アタマノサキニアルモノ：何だか解からないもの、名前：なんだかわからないものさま、武器：溶けたチョコレートをかけて相手を固める（バレンタインの怨念だから）。

さちこと同じ高校の3人娘。黒丸を慕っている。黒丸がさちこを追いかけているのが気に入らず、3人力をあわせて何だか解からない球体を出すが、ねこさまの体温で溶かされてしまう。その後も3人は黒丸のマンションに裸エプロンで押しかけたりしている。
さちこの父（本名不明）
- アタマノサキニアルモノ：猫、名前：サビネコさま、能力：噛み砕く、高速回転で発電し相手を感電させる、飲み込んで業を浄化する。

途中から登場。昔、さちこの母の陰謀を知り、さちこを連れて逃げた。叔母にさちこを預け、陰ながらさちこを見守る。女にもて、女に貢がせることで生活している。
海の三人衆（本名不明）
*アタマノサキニアルモノ：サザエさま、カツオさま、ワカメさま
巨大組織「地下帝国（ = おともだち会）」の刺客。漫画『サザエさん』のパロディ。大量のフナムシをねこさまにかぶせられ退散した。
薄氷トヨコ（うすらい トヨコ）：さちこの母
- アタマノサキニアルモノ：猫、名前：おおねこさま、能力：体の中に業をため、飲み込んだ人間の体に業を染み渡らせ、支配下におく。

地下帝国大主教。髪はストレートのセミロングで、前髪は中央から左右に分けている。眼鏡をかけて貫禄があるが、ドジっ娘なところと甘いものが好きなところは娘と同じ。アタマノサキニアルモノによって世界を征服し、アタマノサキニアルモノの天下にしようというものが地下帝国の目的だった。

### その他のアタマノサキニアルモノ
かっぱさま
水中に潜み、尻小玉を抜く。
とらねこさま
看護婦さんが主。近所の猫と交尾しまくり、子供をたくさん作った。凶暴な性格だが、子煩悩。
毛虫さま
屍組のヒットマンが主。3匹一組。さなぎさまに変態したが、毒蛾さまにはなかなか変態しない。
コウモリさま
「地下帝国（ = おともだち会）」の刺客。武器：超音波を出して人を狂わす。さちこの音痴の歌声で相殺されてしまった。
ハリセンボンさま
「地下帝国（ = おともだち会）」の刺客。御嬢様のメイドが主。武器：針がささると体が膨らんでしまう。
ノミさま
「地下帝国（ = おともだち会）」の刺客。ねこさまの血を吸う。
もぐらさま
御婿様（後述）の手先。地中に人を引きずりこむ。
おくもさま
「地下帝国（ = おともだち会）」の手先。糸で絡め捕って、地下帝国へ連行する強力なアタマノサキニアルモノ。

### その他
（さちこの）おばさん（本名不明）
さちこの叔母。さちこを家に住まわせているが、愛情のかけらもなく、さちこに家事労働を押し付け、常に罵詈雑言で畏縮させ、暴力も振るいまくる。さちこに焼印を捺そうとした事もあった。金には弱く、さちこが一時的に金持ちになると、途端に愛想がよくなった。中年太りで引きつった険しく品の無い容貌。
（さちこの）おじさん（本名不明）
廃人のような風体。ネコフェチで、ねこさまに抱きつき卑猥な動きをする。夜中にさちこの部屋に忍び込んで来たこともあるが、目的はねこさま。
山本御嬢様（やまもと おじょうさま：本名）
女子高生。さちこの同級生。億万長者の娘。父母の名は「御父様（おとうさま）」「御母様（おかあさま）」。
先端がロールしたセミロングの髪。前髪はきれいに上げているが、生え際はギザギザである。大きめのリボンで髪を後にまとめている。
丁寧な口調で話す。あおくさ君に気があり、あおくさ君が好意を持つさちこに敵意を持ち、色々な手段でさちこをいじめようとする。しかし、あおくさ君が巨悪の手に落ちると、彼を助けようという点でさちこと利害が一致する。御用聞きが好きで、この世を御用聞きだけの世界にするという野望を持つ。フランスまで行ってフレンチ御用聞きをスカウトしてきたこともある。そろばんを武器とする。
田中御婿様（たなか おむこさま：本名）
山本御嬢様の婚約者。億万長者。水に濡れたものが好きで、この世をびしょぬれ天国にするのが夢だというから、御嬢様とつりあいは取れている。日本一の富を手に入れる政略結婚のため、御嬢様と結婚したがっているが、御嬢様は嫌がっている。御嬢様・あおくさ君・さちこの関係を察知し、さちこ達に色々介入する。さちこを金の亡者にしようと企てたこともあった。
関東腹綿組と抗争中の屍（しかばね）組や地下帝国（ = おともだち会）と手を結んでいる等、政治的な動きを好む。
あおくさ君の母（本名不明）
大きくウェーヴのかかったロングヘアの髪で、グラマラスな体を海苔製のロングドレスで身を包む。息子のノリオを溺愛し、夜這いをかけたこともある。ねこさまが店を破壊した損害賠償にと、さちこを酷使し、あげく海苔の佃煮風呂に沈めてしまった。
あおくさ君の父（本名不明）
大アリクイのような顔で、何科の動物かわからない。海苔屋はみなそういう顔をしているらしい。善人だが、女学生の制服の汗の匂いが何より好きという趣味がある。
ジャン・ピエール・セザンヌゴーギャン
フランス人。御嬢様がニースからスカウトしてきたフレンチ御用聞き。巨体の上、奇怪な義手、義眼、義歯を付け、顔には巨大な縫い傷と外観は十分怖いが、ねこさまにすぐやられた。
変態女教師（本名不明）
さちこの学校の教師。レズビアンで、女生徒の下着を集めたり、女子便所を盗撮したりする。さちこも下着姿を撮られ、プールではおしりに指を入れられたりして弄ばれた。